# Агравал, Вантика
Вантика Агравал (англ. Vantika Agrawal; род. 28 сентября 2002 года) — индийская шахматистка, гроссмейстер среди женщин (2021).

## Биография
В 2016 году Вантика Агравал завоевала бронзовую медаль на чемпионате мира по шахматам среди девушек в возрастной группе до 14 лет.
В 2020 году она в составе сборной Индии выиграла Шахматную онлайн-олимпиаду ФИДЕ.
В 2021 году Вантика Агравал выиграла серебряную медаль на онлайн-чемпионате Индии по шахматам среди юниорок и выиграла золотую медаль на чемпионате Индии по шахматам среди женщин. В том же году она стала обладателем Суперкубка ФИДЕ для бизнес-школ.
В ноябре 2021 года в Риге Вантика Агравал заняла 14-е место на турнире «Большая женская швейцарка ФИДЕ».
За успехи в турнирах ФИДЕ присвоила Вантике Агравал звание международного мастера среди женщин (WIM) в 2017 году и международного гроссмейстера среди женщин (WGM) в 2021 году.

## Изменения рейтинга
| Графики недоступны из-за технических проблем. См. информацию на Фабрикаторе и на mediawiki.org. |